# Graham Arnold
Graham Arnold est un entraîneur et un ancien attaquant de football né le 3 août 1963 à Sydney.

## Carrière

### Joueur
- 1980-1981 :  Canterbury-Marrickville
- 1982-1990 :  Sydney United
- 1990-1992 :  Roda JC
- 1992-1994 :  RFC de Liège
- 1994-1995 :  Charleroi SC
- 1995-1997 :  NAC Breda
- 1997-1998 :  Sanfrecce Hiroshima
- 1998-2001 :  Northern Spirit

### Sélections
- 56 sélections et 19 buts avec l'Australie de 1985 à 1997.

### Entraîneur
- 1989-1990 :  Sydney United
- 1998-2001 :  Northern Spirit
- 2000-2006 :  Australie (adjoint)
- 2006-2007 :  Australie
- 2007-2008 :  Australie olympique
- 2008-2009 :  Australie (adjoint)
- fév. 2010-déc. 2013 :  Central Coast Mariners
- jan. 2014-avr. 2014 :  Vegalta Sendai
- mai 2014-avr. 2018 :  Sydney FC
- juil. 2018-sept. 2024 :  Australie